# 陈矩 (明朝宦官)
陳矩（1539年—1607年），字万化，以字行，号麟岡，北直隶安肃县（今河北省保定市徐水區）人。明代司礼监掌印太监。万化為人慈善，有度量，好談笑，能顾全大局，又清廉正直，體恤官民，是明代極少數在東廠廠公任內善終並享清譽的宦官，又篤信佛法。當時的官吏甚至稱他為「陳佛」。

## 生平
嘉靖十八年（1539年），出生。
依《万历野获编》所載，父親陳虎一次遭中使處以笞罰，因此將長子陳矩送入宮中。後陳虎再遭一名進士處以笞罰，因此要次子陳萬策念書上進。二十六年（1547年），陳矩九歲入宫，早年在司礼监秉笔太监高忠名下。
万历十一年（1583年）春，朱廷堂被削去官爵位，奉旨押送至凤阳禁锢。
万历二十六年（1598），为司礼监秉笔太监，提督東廠，陈矩將侍郎吕坤撰述的《闺范图说》送入宮內，神宗将此稿赐给郑贵妃。秋，有人撰《闺范图说》跋，名曰《懮危竑议》，援引历代嫡庶废立之事，言鄭貴妃欲以其子常洵，奪取皇長子常洛儲君之位，即第一次妖書案，牽連閣臣張位等人，俱貶。
万历三十一年（1603年）十一月，又出现《续懮危竑议》一书，再一次嚴厲批評郑贵妃、首輔沈一貫、閣臣朱賡等，此即第二次妖書案，帝敕廠衛搜查，萬化受太子常洛之託，果断结案，拒绝牵连无辜的大臣，把罪過推給一個詐騙犯皦生光，保全了東林黨郭正域等大臣，但美中不足，禪宗大師紫柏真可被東廠錦衣衛酷刑虐死。
除了東林黨人之外，陳矩還在各種政治鬥爭中，拯救了駙馬楊元春、興安典史姜士昌、御史曹學程等。還買下《鬼子母揭缽圖》獻給太子常洛，以其中鬼子母神愁苦悲哀的形象，勸諫太子即位以後，不要像神宗這樣，責打宮女出氣。
万历三十五年（1607年），陳矩預知自己死期，端坐而逝，享年69岁。由於篤信佛教，遺命以僧裝入殮。皇帝賜祭九壇，又賜建祠，取名“清忠祠”，閣臣朱賡、李廷機、葉向高都親自弔唁，送葬的人不分士庶，蜂擁滿路。

## 下属
- 宦官劉若愚是萬化的幕僚，頗通文墨，著有《酌中志》，紀錄了明朝許多宮廷秘事。

## 亲属
- （弟）陈萬策是萬曆元年（1572年）癸酉科举人，萬曆二十年（1592年）壬辰科進士。

## 延伸阅读
[在维基数据编辑]
 《明史卷三百〇五》，出自《明史》